# The Good Witch's Family - Una nuova vita per Cassie
The Good Witch's Family - Una nuova vita per Cassie (The Good Witch's Family) è un film TV del 2011 diretto da Craig Price.
Il film è il seguito di The Good Witch's Gift - Il matrimonio di Cassie e il quarto capitolo del media franchise The Good Witch.

## Trama
Cassandra Russell vive nella piccola città di Middleton con suo marito, il capo della polizia Jake Russell, e Brandon e Lor, i suoi figli da un precedente matrimonio. La lontana cugina Abigail viene sfrattata da casa sua. Cassie non ha mai incontrato Abigail ma, connettendosi con lei attraverso Internet, la invita a farle una visita. Alla stazione di polizia, Jake parla con il sindaco Tom Tinsdale e apprende che il sindaco sta sostenendo un progetto per costruire un ponte che collegherebbe Middleton alla sua città vicina, e che la moglie del sindaco Martha stia conducendo il sostegno contro la costruzione. Alla riunione dell'opposizione, Cassie viene nominata candidata a sindaco e chiede a Martha di condurre la sua campagna. Quando in seguito dirà a Jake le sue notizie, lui non le dice che il sindaco e sua moglie sono in disaccordo. Di ritorno a casa, mentre Cassie dice a Lori che sta organizzando la festa di compleanno di Sweet 16 di Lori, Abigail arriva per la sua visita. Più tardi, il vice di Jake Derek Sanders incontra Abigail e Derek le dice che è d'accordo con il sindaco sul beneficio del ponte per la città. Quando torna da Cassie, Abigail dice a Jake che è completamente contro il ponte, e spera che Cassie vinca le elezioni in modo che possa fermarlo. Il giorno seguente, Derek dice a Cassie e Jake che lui stesso ha deciso di candidarsi a sindaco e Cassie scopre che lei e Jake hanno opinioni divergenti sull'argomento. Nel frattempo, Abigail ha dato a Lori una pozione d'amore da usare per ottenere l'affetto dell'amico di Brandon Wes (Rhys Ward), e Brandon è infelice che il suo amico Wes sia così distratto. Abigail sembra divertirsi nel caos che ha causato e Cassie capisce. Jake viene licenziato quando il discorso di campagna di Derek viene rubato, in quanto non è d'accordo con la posizione del sindaco ed è il principale sospettato. Abigail traccia incantesimi sulla famiglia con l'uso di bambole voodoo. Lori esce di soppiatto dopo il coprifuoco per stare con Wes, ma lui la abbandona. Arrabbiato, Brandon taglia i legami con lui. Martha Tinsdale è alla ricerca di un posto dove stare, annunciando che lei e suo marito si sono divisi sul problema del ponte. Nonostante le crescenti tensioni familiari, Jake e Cassie parlano durante la colazione, cercando di rimanere forti nonostante la perdita di lavoro di Jake. Brandon dice a Lori che ha tagliato i legami con Wes per le sue azioni. Quando più tardi la cerca, Cassie trova Abigail dispersa: quando sente la famiglia essere così solidale, Abigail si sente frustrata dal fatto che il suo schema di disarmonia della semina si sia deteriorato e se ne sia andato. Derek traccia Abigail in un appartamento appena affittato, e presto arriva anche Cassie e conforta Abigail. Rendendosi conto dell'errore dei suoi modi, Abigail si scusa per aver causato problemi. Quando viene rivelato che gli sviluppatori del ponte costruiranno un nuovo centro commerciale attraverso il fiume, distruggendo un'area boschiva vicina e danneggiando l'economia aziendale del centro, Cassie fa un discorso appassionato e Derek abbandona la corsa al sindaco. Cassie viene eletta sindaco e Jake viene nuovamente assunto come capo della polizia. Quando Jake in seguito parla di costruire sulla loro famiglia, Cassie gli rivela di essere incinta.

## Distribuzione
Il film è stato trasmesso in Canada su Hallmark Channel il 29 ottobre 2011; in Italia è stato trasmesso su Rai 2 il 30 dicembre 2011.